# Basil Bernstein
Pour les articles homonymes, voir Bernstein.
Basil Bernstein (1er novembre 1924 - 24 septembre 2000) est un sociologue britannique qui s'est spécialisé dans la sociolinguistique.

## Une théorie du malentendu linguistique
Il a notamment, après bon nombre d'enquêtes, développé une distinction entre codes élaborés et codes restreints.
La théorie du malentendu linguistique postule que la réussite de la classe dominante peut être attribuée à la maîtrise des instruments d'expression symboliques en usage dans la société et entérinée à l'école. Les couches défavorisées, au contraire, souffrent d'un décalage linguistique, n'étant qu'un aspect particulier des inégalités culturelles. Il y a donc une relation circulaire entre les deux : à l'école, les individus « défavorisés » ont accès à moins de compétences expressives (code restreint) et symboliques.
Ce qui est perçu comme un manque empêche toute promotion sociale. Il faut donc acquérir « le code élaboré ». Basil Bernstein essaie donc de montrer que bien que les choix de la variété du langage soient théoriquement libres, ils sont en fait socialement déterminés (position sociale, économique, culturelle, etc.) reconnus et légitimés par l'école. En retour, ils déterminent la stratification sociale.
- Cette corrélation joue sur les interactions entre les locuteurs. Il y a toujours une variété adéquate (ou qu'on croit adéquate) dans l'échange.
- Certaines façons de « dire » permettent de marquer l'appartenance. Dans toute société, on détermine le bon usage, c'est-à-dire la variété linguistique qui aura le plus de légitimité et qui devient alors la norme. Ce qui ne fait pas partie du bon usage est considéré comme profane, mais c'est seulement parce que ce n'est pas la norme. Les critères qui fondent le bon usage sont toujours utilisés d'une manière idéologique. La variété choisie est imposée à tout le corps social, mais ce choix n'a rien de fondé. Du coup, toutes les autres variétés sont systématiquement dévalorisées. L'objectif est donc d'assurer le pouvoir à une partie du corps social en utilisant des instruments symboliques : des valeurs sont associés à des variétés linguistiques plus ou moins prestigieuses. Ces variétés, porteuses de distinction, peuvent être internes ou externes à la langue.